# Slonim
Slonim (en biélorusse : Слонім ; en russe : Слоним ; en polonais : Słonim) est une ville de la voblast de Hrodna, en Biélorussie, et le centre administratif du raïon de Slonim. Sa population s'élevait à 49 513 habitants en 2017.

## Géographie
La ville est bâtie à la confluence des rivières Chtchara et Isa. Elle est située à 48 km à l'ouest de Baranavitchy, à 118 km au sud-est de Hrodna/Grodno et à 175 km au sud-ouest de Minsk.

## Histoire
Slonim est mentionnée pour la première fois dans une chronique de l'année 1252 sous le nom d'Ouslonim — et de Vslonim en 1255. Au XIIIe siècle, elle passa sous la domination des ducs de Lituanie. En 1507, Slonim devint le centre d'un povet de la voïvodie de Novogroudok. À la fin du XVIIIe siècle, Slonim comptait une imprimerie, une résidence de jésuites, un théâtre. Elle devint le chef-lieu du gouvernement de Slonim en 1719, puis fusionne en 1797 avec le gouvernement de Lituanie. Des usines de tissage y furent ouvertes en 1820. Au recensement de 1897, Slonim comptait 15 683 habitants, dont 73 pour cent de Juifs. De 1921 à 1939, Slonim fut rattachée à la Pologne et était le centre d'un powiat. En septembre 1939, après le Pacte germano-soviétique et l'invasion de la Pologne orientale par l'Union soviétique, Slonim fut rattachée à la république socialiste soviétique de Biélorussie.

### Seconde Guerre mondiale et holocauste
De juin 1941 à juillet 1944, la ville fut occupée par l'Allemagne nazie et un ghetto établi pour regrouper les Juifs de la ville. Le 29 juin 1942, le ghetto de Slonim fut « liquidé » et environ 8 000 Juifs furent massacrés au cours de cette « Aktion » menée par des SS, des policiers allemands et des collaborateurs lituaniens et biélorusses.

## Population
Recensements (*) ou estimations de la population :
| 1817  | 1860  | 1887   | 1897*  | 1907   | 1921* |
| ----- | ----- | ------ | ------ | ------ | ----- |
| 2 408 | 8 203 | 22 350 | 15 893 | 20 384 | 9 643 |

| 1931*  | 1939   | 1959*  | 1970*  | 1979*  | 1989*  |
| ------ | ------ | ------ | ------ | ------ | ------ |
| 16 282 | 26 700 | 17 509 | 30 279 | 36 659 | 45 741 |

| 1999*  | 2009*  | 2014   | 2015   | 2016   | 2017   |
| ------ | ------ | ------ | ------ | ------ | ------ |
| 51 700 | 48 970 | 49 105 | 49 334 | 49 528 | 49 513 |

## Personnalités
- Michael Marks (1859-1907), fondateur de Marks and Spencer, est né à Slonim.
- Samuel Hirszhorn (1876–1942), journaliste polonais
- Haïm Lensky (aussi Hayyim Lenski ; 1905-1942 ou 1943), poète et traducteur juif russe de langue hébraïque, est né à Slonim.
- Michal Smajewski dit Michel Sima (1912-1987), sculpteur, photographe, membre de l'Ecole de Paris, est né à Slonim.
- Wladimir Romanowski (1957–2013), canoéiste soviétique.
- Iwan Zichan (1976-), athlète.
- Natalia Olhovik (1978-), développeuse de logiciels.

## Jumelage
- Torjok (Russie)
- Nijnevartovsk (Russie)
- Serguiev Possad (Russie)
- Czechowice-Dziedzice (Pologne)
- Aleksandrów Kujawski (Pologne)
- Ogre (Lettonie)

## Galerie

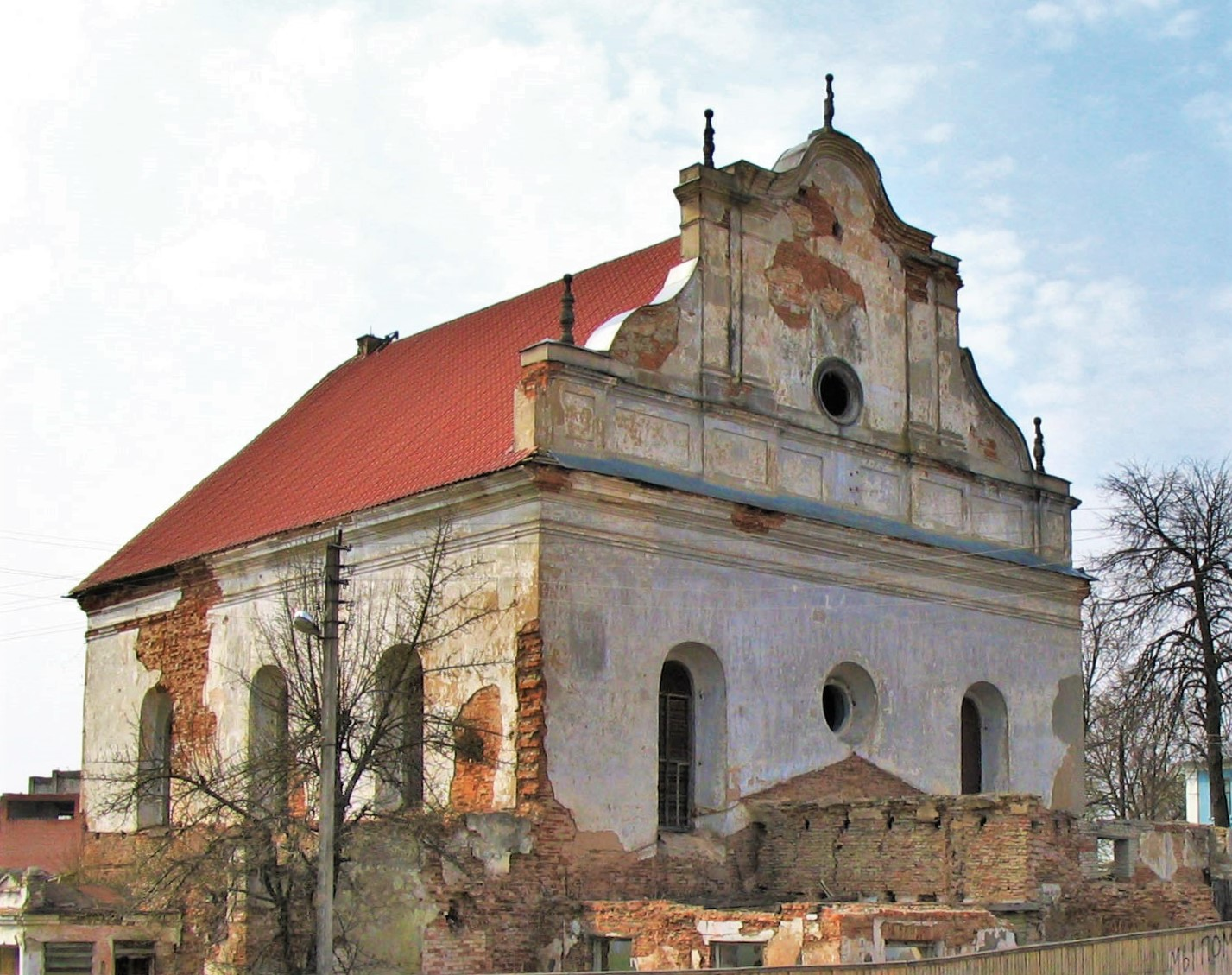
Synagogue de Slonim
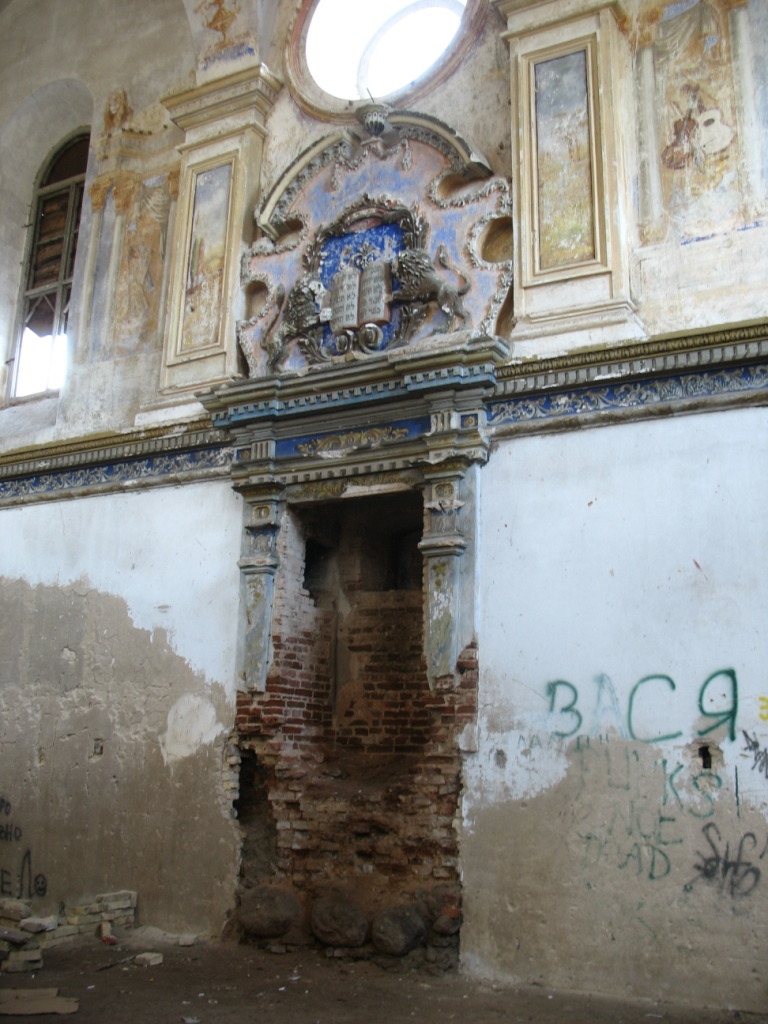
Intérieur de la synagogue de Slonim
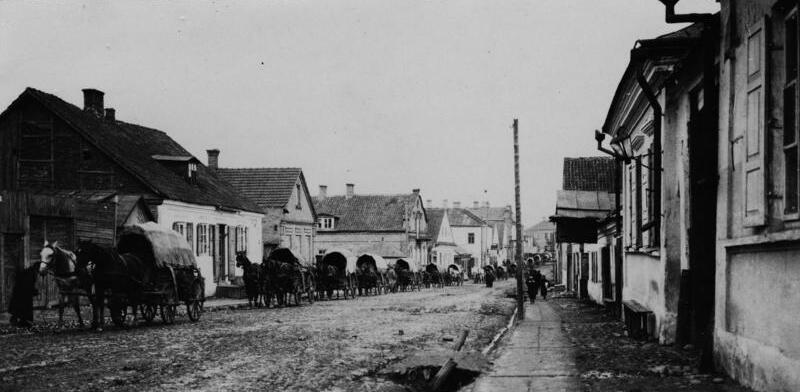
Convoi de chariots allemands traversant Slonim en 1916
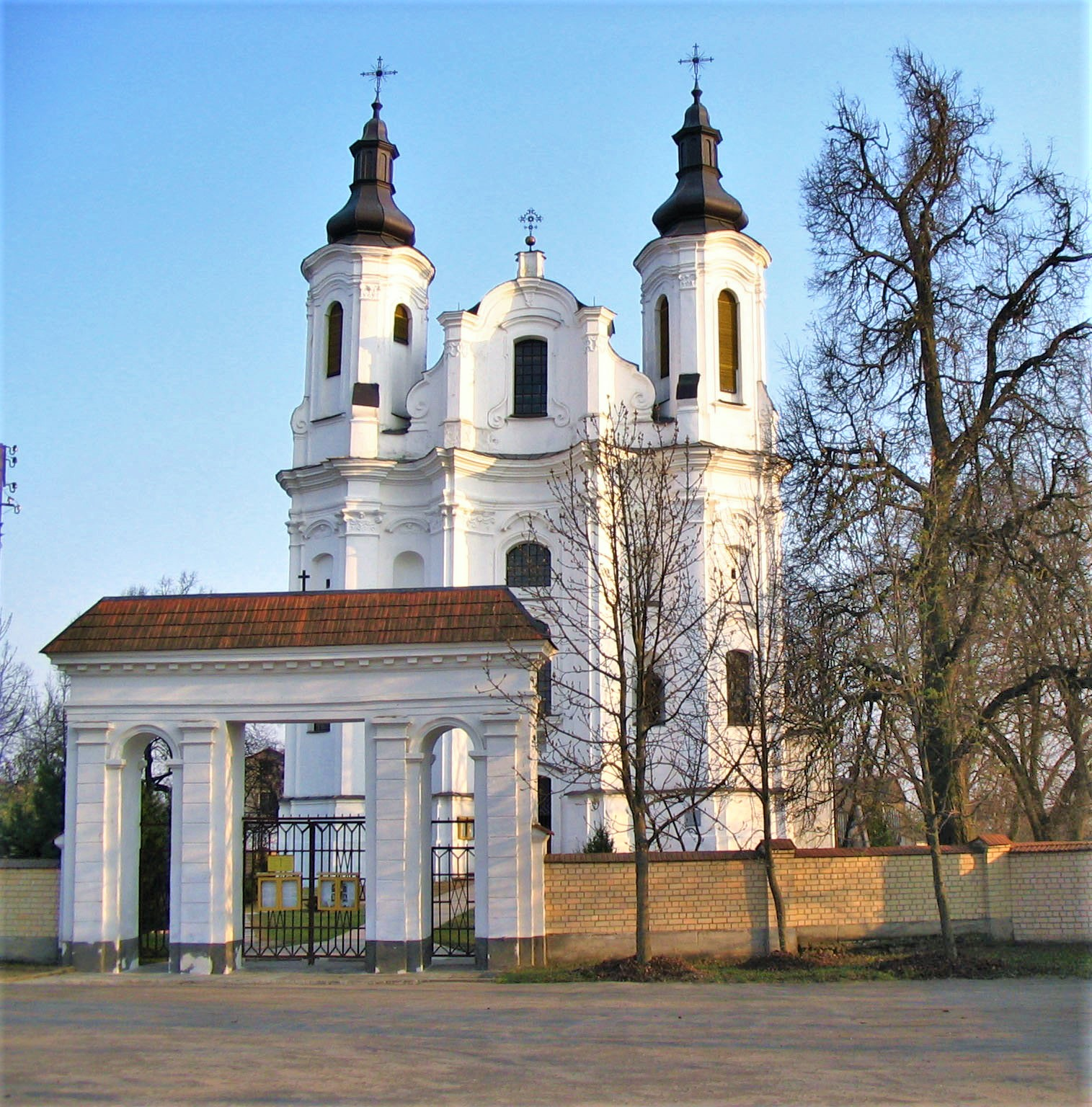
Église Saint-André

## Littérature
Quatre personnages du roman L'Histoire de l'amour (2005) de Nicole Krauss sont originaires de Slonim.

## Dessin animé
Slonim est le théâtre d'une bataille entre l'Euro Britannia et la république unie d'Europia dans l'OAV Code Geass: Akito the Exiled (en).